# Katerina Graham
Katerina "Kat" Alexandra Graham, född 5 september 1989 i Genève, Schweiz, är en amerikansk skådespelare, sångare, dansare och fotomodell. 
Graham spelar Bonnie Bennett i The Vampire Diaries och huvudrollen som Maria Bennett i filmen Honey 2.
Hon har också skrivit en bok om sitt liv